# La mujer de los perros
La mujer de los perros es una película dramática argentina de 2015 dirigida por Laura Citarella y Verónica Llinás.

## Reparto
- Verónica Llinás como La Mujer.
- Juliana Muras como Médica.
- Germán de Silva como Gaucho.
- Juana Zalazar como Amiga.

## Premios y nominaciones

### Premios Cóndor de Plata
La 64.ª edición de los Premios Cóndor de Plata se llevará a cabo en junio de 2016.
| Año  | Categoría    | Nominado        | Resultado |
| ---- | ------------ | --------------- | --------- |
| 2016 | Mejor actriz | Verónica Llinás | Pendiente |